# (4086) Podalire
(4086) Podalire (désignation internationale Podalirius) est un astéroïde troyen de Jupiter découvert le 9 novembre 1985 par l'astronome Lioudmila Jouravliova.

## Historique
L'astéroïde a été découvert par l'astronome Lioudmila Jouravliova à Nauchnyj le 9 novembre 1985. Sa désignation provisoire était 1985 VK2.